# Magyar nőszirom
A magyar nőszirom (Iris aphylla subsp. hungarica) a nősziromfélék családjába tartozó, Magyarországon fokozottan védett, lágy szárú, évelő, ritka endemikus növényalfaj.

## Előfordulása
Száraz sztyeppréteken, erdőszéleken fordul elő, Magyarországon ritka (Hernád-közeli löszösök, Tokaj, Nyírség). Sárospatak környékén kerti dísznövény is. Megtalálható még Romániában, Moldovában, Szlovákiában és Ukrajnában is.

## Megjelenése
10–30 centiméter magasra nő. Levelei fokozatosan szélesednek, kifelé görbülnek. Egyenes, hengeres szárának felszíne sima zöld. A szár 1-4 virágot hordoz, a tőből eredő hosszú oldalkocsányokon 1-2 virág nő. Az április-májusban nyíló virágai ibolyakékek vagy lilásvörösek, a külső lepelcimpák szakállasak, a buroklevelek zöldek, hártyás szélűek. Termése rekeszesen nyíló toktermés. Mérgező faj.

## Érdekesség
Az Iris aphylla ssp. hungarica Magyarországon a rendszerváltás után vert, jelenleg forgalomban lévő magyar forint húszforintos pénzérméjének hátoldalát díszíti.